# ناحیه زریبه الوادی
ناحیه زریبه الوادی (به عربی: دائرة زریبة الوادی) یک ناحیه در الجزایر است که در استان بسکره واقع شده‌است.